# 交響曲第3番 (團伊玖磨)
團伊玖磨の交響曲第3番は、作曲者の番号付き交響曲のうち3番目の作品。

## 作曲の経緯
1959年末から1960年はじめにかけて、作曲者はオペラ『夕鶴』の米国初演を指揮するため、ニューヨークに滞在していたが、その間、「下宿の二十階の部屋から毎夜ながめて受けた、マンハッタンの摩天楼の「現代の遺跡」とでも形容したいような力強さ、美しさ、不気味さ」にカルチャーショックを覚え、次第にそれまでの自分の作品が脆弱に思えるようになっていった。緊密な構造美を追求したいという衝動が本作の作曲に繋がり、米国滞在中に一気にスケッチを終えている。帰国後にオーケストレーションの仕上げを行い、1960年3月17日、葉山において完成した。なお、発表当初は『2楽章の交響曲』あるいは『2楽章制の交響曲』の題名で呼ばれていた。

## 初演
1960年3月27日、読売ホールで開催された第4回「3人の会」演奏会において、岩城宏之指揮NHK交響楽団により行われた。翌年には東芝音楽工業よりウィリアム・ストリックランド指揮インペリアル・フィルハーモニー交響楽団による商業録音も発売されたが、「調性を離れ(中略)、今までの叙情性をも捨てて、抽象的な方向に歩をすすめた」本作は理解されにくく、また、初演の際の演奏にも問題があったせいか、真価は認められず、どちらかといえば冷淡に受け止められた。これに発奮したのか、作曲者は1963年に読売日本交響楽団を指揮して自作交響曲(1番、2番、本作)演奏会を行い、改めて本作を世に問うている。翌1964年にはペータース社から楽譜が出版された。

## 楽器編成
ピッコロ、フルート2、オーボエ2、イングリッシュ・ホルン、クラリネット2、バス・クラリネット、ファゴット2、コントラファゴット、ホルン6、トランペット3、トロンボーン4、テューバ、ハープ、ピアノ、ティンパニ、小太鼓、シンバル、大太鼓、タムタム、木琴、グロッケンシュピール、弦五部（第1ヴァイオリン、第2ヴァイオリン、ヴィオラ、チェロ、コントラバス）。

## 構成
演奏時間は約25分。
第1楽章 アンダンテ・ソステヌート
ソナタ形式。ヴァイオリン、フルート、オーボエ、クラリネット、バス・クラリネット、打楽器の順で奏される動機が第1主題とされるが、複数の素材の綜合による第1主題群とでもいえるもの。いずれの動機も半音の動きに特徴がある。ヴァイオリンに現れる第2主題は作曲者が「神経質」と呼んだリズム的性格の強いものだが、主題の提示のみで確保が行われないため、提示部から展開部においては影が薄い存在である。逆に再現部では第1主題の再現がなく、第2主題が再現、確保されて盛り上がる。終結部は第1主題による変容が続けられ、静かに楽章を終える。
第2楽章 アレグロ
三部形式、あるいは第1楽章の要素を挿入した変形ロンド形式。4部からなり、第1部ではこの楽章で新たに登場する3つの主題が示される。曲は強烈な総奏の一打とそれに続く作曲者が言う「不安な、連続する付点音符の急速な進行」で開始され、まずチェロ・コントラバスによってリズミカルな主題Aが登場、次にオーボエでなめらかな動きの主題B、続いて木管楽器とホルンに律動的な主題Cが現れる。第1部全体の流れは、主題Aの提示→主題Aの確保→主題Bへの推移→主題Bの提示→主題Bの確保→主題Cの提示→主題Bへの推移→主題Bの提示→主題Cの提示→主題Aの提示、というものになる。第2部は第1楽章の第1主題が再登場し、第1楽章展開部や終結部が回想される。第3部は主題Aの提示→主題Bの提示→主題Bの確保という流れ。終結部にあたる第4部は主題A、主題B、第1楽章第1主題を用い、壮大な結末を迎える。

## 主要録音
| 録音年 | 指揮者           | オーケストラ                           | レーベル         | 備考                          |
| ------ | ---------------- | -------------------------------------- | ---------------- | ----------------------------- |
| 1961?  | ストリックランド | インペリアル・フィルハーモニー交響楽団 | 東芝音楽工業     | LP(JSC-1004)は1961年7月発売。 |
| 1971   | 團伊玖磨         | 読売日本交響楽団                       | キングレコード   |                               |
| 1989   | 團伊玖磨         | ウィーン交響楽団                       | ロンドンレコード |                               |